# Schülp (Dithmarschen)
Schülp er en kommune i det nordlige Tyskland, beliggende i Amt Büsum-Wesselburen under Kreis Dithmarschen. Kreis Dithmarschen ligger i den sydvestlige del af delstaten Slesvig-Holsten.

## Geografi
Schülp ligger syd for Ejderens udmunding, i den østlige del af amtet ved overgangen mellem marsk og gest.
Centrum af Schülps er beliggende på et værft bygget af ler i det 12. århundrede. Op mod Ejderdiget ligger dele af Naturschutzgebietet Dithmarscher Eiderwatt, hvor der lever omkring 92 forskellige rødlistede,dyrearter.
I kommunen ligger ud over Schülp, bebyggelserne Schülperneuensiel, Schülperweide, Schülperaltensiel, og Schülperdeich.